# Diocèse de Xingu-Altamira
Le diocèse de Xingu-Altamira (en latin : Dioecesis Xinguensis-Altamirensis) est une circonscription ecclésiastique de l'Église catholique au Brésil.
Son siège se situe dans la ville d'Altamira, dans l'État du Pará. Créé en 2019, il est suffragant de l'archidiocèse de Santarém et s'étend sur 247 501 km2, ce qui en fait le plus vaste du Brésil.

## Histoire
Le 16 août 1934, la prélature territoriale de Xingu est créée et dirigée par un administrateur apostolique puis, à partir de 1948 par un évêque prélat. Enfin, le 6 novembre 2019, la prélature est élevée au rang de diocèse de Xingu-Altamira.

## Évêques

### Prélats de Xingu
| Période   | Nom              | Notes                  |
| --------- | ---------------- | ---------------------- |
| 1948-1971 | Clemente Geiger  |                        |
| 1971-1981 | Eurico Kräutler  |                        |
| 1981-2015 | Erwin Kräutler   | Coadjuteur (1980-1981) |
| 2015-2019 | João Muniz Alves |                        |

### Évêques de Xingu-Altamira
| Période     | Nom              | Notes |
| ----------- | ---------------- | ----- |
| Depuis 2019 | João Muniz Alves |       |